# Pectobacterium atrosepticum
Pectobacterium atrosepticum (van Hall) Gardan et al. – bakteria należąca do rodziny Enterobacteriaceae.

## Charakterystyka
Bakterie P. atrosepticum są Gram-ujemnymi pałeczkami syntetyzującymi substancje o charakterze bakteriocyn. Są fakultatywnymi anaerobami nie tworzącymi przetrwalników. Jako saprotrofy powszechnie występują w zbiornikach wodnych, wodach gruntowych, powietrzu i glebie. Niektóre są pasożytami. P. atrosepticum wśród roślin uprawnych w Polsce wywołuje kilka chorób: czarna nóżka ziemniaka, mokra zgnilizna bulw ziemniaka i mokra zgnilizna warzyw korzeniowych.
Według ankiety przeprowadzonej wśród fitopatologów przez czasopismo „Molecular Plant Pathology” Pectobacterium atrosepticum wraz z Pectobacterium corotovorium znalzał się na 10 miejscu wśród najważniejszych bakteryjnych patogenów roślin.